# Liste der Bodendenkmäler in Greußenheim
Auf dieser Seite sind die Bodendenkmäler in der unterfränkischen Gemeinde Greußenheim zusammengestellt. Diese Tabelle ist eine Teilliste der Liste der Bodendenkmäler in Bayern. Grundlage ist die Bayerische Denkmalliste, die auf Basis des Bayerischen Denkmalschutzgesetzes vom 1. Oktober 1973 erstmals erstellt wurde und seither durch das Bayerische Landesamt für Denkmalpflege geführt wird. Die folgenden Angaben ersetzen nicht die rechtsverbindliche Auskunft der Denkmalschutzbehörde.

## Bodendenkmäler in Greußenheim
| Lage       | Objekt                                                                                          | Akten-Nr.     | Bild |
| ---------- | ----------------------------------------------------------------------------------------------- | ------------- | ---- |
| (Standort) | Siedlung der jüngeren Latènezeit.                                                               | D-6-6124-0043 |      |
| (Standort) | Grabhügel vorgeschichtlicher Zeitstellung.                                                      | D-6-6124-0044 |      |
| (Standort) | Siedlung vor- und frühgeschichtlicher Zeitstellung.                                             | D-6-6124-0067 |      |
| (Standort) | Bestattungsplatz mit Grabhügel vorgeschichtlicher Zeitstellung.                                 | D-6-6124-0099 |      |
| (Standort) | Bestattungsplatz mit Grabhügel vorgeschichtlicher Zeitstellung.                                 | D-6-6124-0100 |      |
| (Standort) | Archäologische Befunde im Bereich der im Kern mittelalterlichen, frühneuzeitlichen Kath. Kirche | D-6-6124-0123 |      |
| (Standort) | Archäologische Befunde im Bereich der frühneuzeitlichen Feldkapelle bei Greußenheim.            | D-6-6124-0124 |      |
| (Standort) | Siedlung vorgeschichtlicher Zeitstellung.                                                       | D-6-6124-0129 |      |
| (Standort) | Bestattungsplatz mit Grabhügeln vorgeschichtlicher Zeitstellung.                                | D-6-6124-0149 |      |
| (Standort) | Siedlung der Metallzeiten.                                                                      | D-6-6124-0155 |      |